# Mesopsera filum
Mesopsera filum är en insektsart som först beskrevs av Bolívar, I. 1890.  Mesopsera filum ingår i släktet Mesopsera och familjen gräshoppor. Inga underarter finns listade i Catalogue of Life.